# Raketeneinschlag in Polen am 15. November 2022
Am 15. November 2022 schlug eine Rakete im polnischen Przewodów nahe der polnisch-ukrainischen Grenze ein. Der Vorfall ereignete sich während des Russischen Überfalls auf die Ukraine bei einem Angriff der russischen Streitkräfte auf die ukrainische Infrastruktur. Mehrere Nachrichtendienste gehen von einer ukrainischen Flugabwehrrakete aus, die einen russischen Marschflugkörper abfangen sollte.

## Hintergrund
Der Einschlag ereignete sich an dem Tag, als die russischen Streitkräfte den bislang intensivsten ausgedehnten Angriff auf die ukrainische Infrastruktur ausführten. Dem Kommando der ukrainischen Luftwaffe zufolge wurden 96 verschiedene Waffentypen identifiziert. Dazu gehörten aus der Luft und von der See gestartete Marschflugkörper vom Typ Ch-101, Ch-555 und Kalibr, Luft-Boden-Raketen vom Typ Ch-59, iranische Drohnen vom Typ Shahed 136 und Shahed 131, US-amerikanische Drohnen vom Typ Aurora Orion sowie russische Drohnen vom Typ Orlan-10. Laut der Zeitschrift Forbes kostet eine Kalibr allein 6,5 Mio. Dollar und eine Ch-101 13 Mio. Dollar. Der ukrainischen Wirtschaftszeitung Ekonomichna Pravda zufolge hat Russland am 15. November Waffen im Wert von zwischen einer halben Milliarde und einer Milliarde Dollar eingesetzt.

## Vorfall
Polnische Medien berichteten, dass zwei Menschen (Bogusław Wos und Bogdan Ciupek) nahe einem Getreidetrockner bei der Explosion ums Leben gekommen seien. Zerstört wurde beim Einschlag ein mit Mais beladener Anhänger, es entstand überdies ein Krater. Der polnische Radiosender Radio Zet berichtete zunächst, dass zwei fehlgeleitete Raketen im Dorf eingeschlagen seien und die Explosion ausgelöst hätten. Spätere Berichte sprachen nur von einer Rakete.

## Untersuchung
Einander widersprechende Berichte über den Ursprung und die Art der Explosion erschienen kurz nach dem Vorfall. Die österreichische Kronen Zeitung titelte am 16. November „Russische Raketen schlagen in Polen ein“ und der Daily Telegraph schrieb am gleichen Tag „Russian missile strikes Poland“, wohingegen das polnische Außenministerium von „russisch-produzierten“ Geschossen sprach, und damit eine Unterstellung, wer der Angreifer sei, vermied. Andrés Gannon, ein Mitglied des US-amerikanischen Council on Foreign Relations vermutete, dass es sich bei den Waffen um S-300-Flugabwehrraketensysteme gehandelt haben könne, die sowohl von der Ukraine als auch von Russland eingesetzt werden.
Der US-amerikanische Präsident Joe Biden äußerte sich auf dem G20-Gipfel auf Bali 2022 dahingehend, dass es „unwahrscheinlich“ sei, dass die Raketen aus Russland abgefeuert worden seien. Dies bestätigte im September 2023 der Bericht einer polnischen Untersuchungskommission, die eindeutig feststellte, dass es sich um eine Rakete aus Beständen der ukrainischen Armee handelte.

## Reaktionen

### Polen
Nach der Explosion rief der polnische Ministerpräsident Mateusz Morawiecki eine Dringlichkeitssitzung des Komitees für Fragen der nationalen Sicherheit und Verteidigung ein. Regierungssprecher Piotr Müller sagte, dass Polen die Alarmstufe für einige Militäreinheiten hochstufen würde und fügte hinzu, dass der polnische Präsident Andrzej Duda mit NATO-Generalsekretär Jens Stoltenberg über eine mögliche Anwendung von NATO-Artikel 4 gesprochen habe. Die Aktivierung des Artikels 4 bedeutet Konsultationen über die etwaige Bedrohung des Gebietes eines NATO-Mitgliedstaates und ist die Vorstufe von Artikel 5, der den NATO-Bündnisfall regelt.

### Russland
Das russische Verteidigungsministerium bestritt Berichte eines russischen Raketenangriffs auf Polen und nannte den Vorfall eine „bewusste Provokation, die die Situation eskalieren solle.“

### Ukraine
Der ukrainische Präsident Wolodymyr Selenskyj gab Russland die Schuld an dem Vorfall. Er erklärte, dass „russische Raketen Polen getroffen“ hätten, und nannte die Explosion einen Verstoß gegen die „kollektive Sicherheit“ sowie eine „schwerwiegende Eskalation“. Der ukrainische Außenminister Dmytro Kuleba bezeichnete die Darstellung, es handele sich um eine ukrainische Luftabwehrrakete, als „Verschwörungstheorie“, die von Russland gefördert werde.